# Cohors IV Thracum

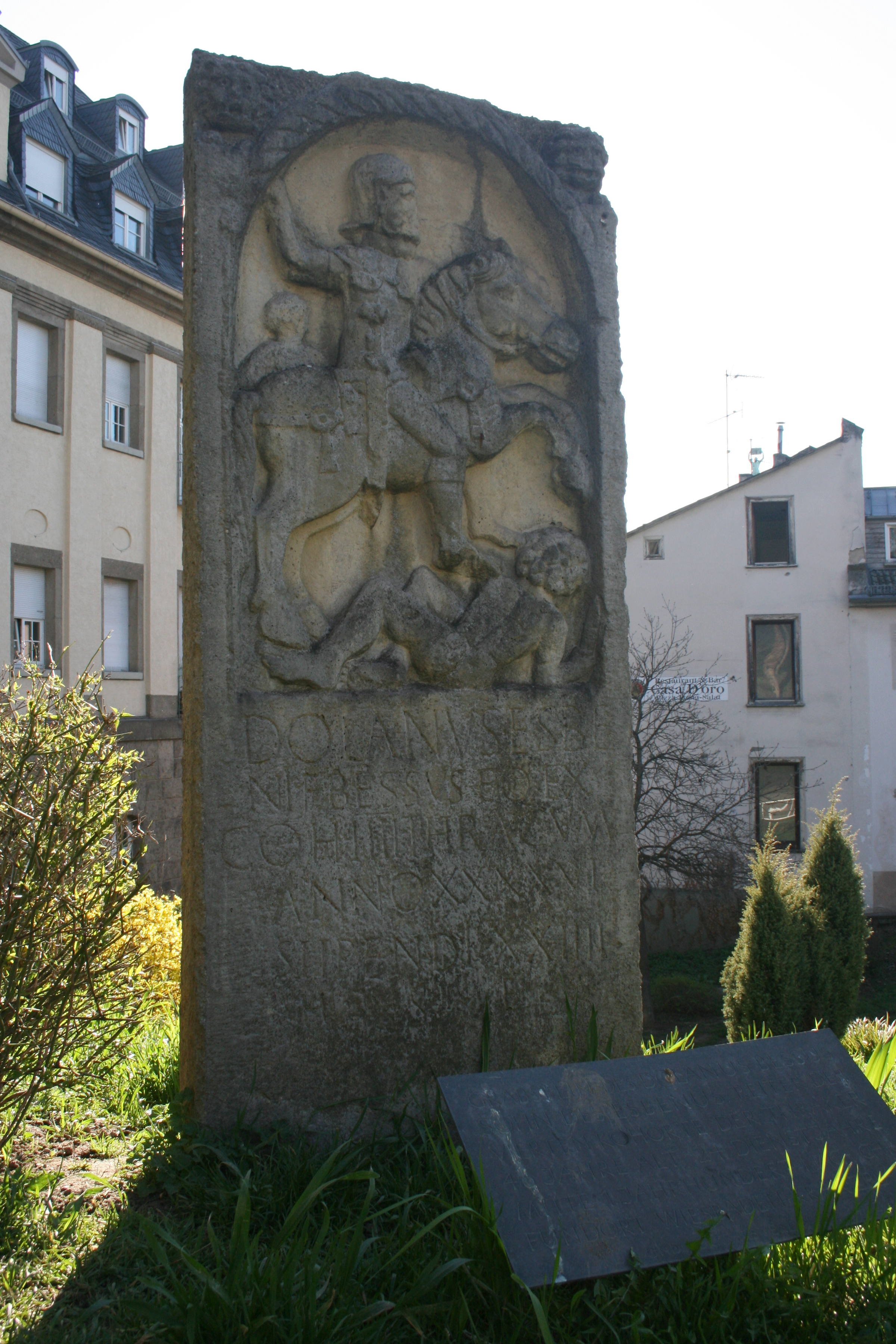
Der Grabstein des Dolanus

Die Cohors IV (oder IIII) Thracum [equitata] [pia fidelis] (deutsch 4. Kohorte der Thraker [teilberitten] [loyal und treu]) war eine römische Auxiliareinheit. Sie ist durch Militärdiplome, Inschriften und Ziegelstempel belegt.

## Namensbestandteile
- Cohors: Die Kohorte war eine Infanterieeinheit der Auxiliartruppen in der römischen Armee.

- IV: Die römische Zahl steht für die Ordnungszahl die vierte (lateinisch quarta). Daher wird der Name dieser Militäreinheit als Cohors quarta .. ausgesprochen.

- Thracum: Die Soldaten der Kohorte wurden bei Aufstellung der Einheit aus dem Volk der Thraker auf dem Gebiet der römischen Provinz Thrakien rekrutiert.

- equitata: teilberitten. Die Einheit war ein gemischter Verband aus Infanterie und Kavallerie. Der Zusatz kommt in zwei Inschriften[1] vor.

- pia fidelis: loyal und treu. Domitian (81–96) verlieh den ihm treu gebliebenen römischen Streitkräften in Germania inferior nach der Niederschlagung des Aufstands von Lucius Antonius Saturninus die Ehrenbezeichnung pia fidelis Domitiana.[2] Der Zusatz kommt in den Militärdiplomen von 127 und 158 vor.

Da es keine Hinweise auf den Namenszusatz milliaria (1000 Mann) gibt, war die Einheit eine Cohors quingenaria equitata. Die Sollstärke der Kohorte lag bei 600 Mann (480 Mann Infanterie und 120 Reiter), bestehend aus 6 Centurien Infanterie mit jeweils 80 Mann sowie 4 Turmae Kavallerie mit jeweils 30 Reitern.

## Geschichte
Die Kohorte war in der Provinz Germania stationiert. Sie ist auf Militärdiplomen für die Jahre 80 bis 158 n. Chr. aufgeführt.
Während der Regierungszeit von Claudius (41–54) und Nero (54–68) war die Einheit in Germania superior stationiert. Durch Diplome ist sie erstmals für das Jahr 80 in Germania nachgewiesen. In den Diplomen wird die Kohorte als Teil der Truppen aufgeführt (siehe Römische Streitkräfte in Germania), die in der Provinz stationiert waren. Weitere Diplome, die auf 98 bis 158 datiert sind, belegen die Einheit in der Provinz Germania inferior.

## Standorte
Standorte der Kohorte in Germania inferior waren:
- Praetorium Agrippinae (Valkenburg): Eine Inschrift[7] sowie Ziegel[8] mit dem Stempel der Einheit wurden hier gefunden.

## Angehörige der Kohorte
Folgende Angehörige der Kohorte sind bekannt:

### Kommandeure
| - C(aius) Egnatuleius Seneca, ein Präfekt (CIL 2, 4212) - Gaius Vibius Publilianus, ein Präfekt - L(ucius) Antonius Silo, ein Präfekt (CIL 2, 4138) | - Lucius Porcius Crescens: er wird auf dem Diplom von 127 als Kommandeur genannt. - Quintus Lutatius Dexter Laelianus: er wird auf den Diplomen von 80 als Kommandeur genannt. |

### Sonstige
| - []sa, ein Reiter: das Diplom von 127 wurde für ihn ausgestellt. - []sese, ein Soldat (CIL 13, 7049) - Bisa, ein Centurio (AE 1975, 637) - C(aius) Tutius, ein Reiter (CIL 13, 7050) - Diaseva, ein Reiter: eines der Diplome von 80 (RMM 00004) wurde für ihn ausgestellt. | - Dolanus, ein Reiter (CIL 13, 7585) - Durises, ein Fußsoldat: eines der Diplome von 80 (CIL 16, 158) wurde für ihn ausgestellt. - M(arcus) Traidua (AE 1978, 556) - Surus, ein Soldat (CIL 13, 11870) |